# Henri Dagba
Henri Dagba (ur. w 1957)  – beniński lekkoatleta, trójskoczek, uczestnik Letnich Igrzysk Olimpijskich 1980.
Podczas Letnich Igrzysk Olimpijskich 1980 startował w eliminacjach trójskoku. W najlepszej próbie uzyskał odległość 14,71, lecz nie wypełnił minimum potrzebnego do awansu do finału, i został sklasyfikowany na 18. miejscu.

## Rekordy życiowe
| Dystans  | Wynik (s) | Data |
| -------- | --------- | ---- |
| trójskok | 14,87     | 1982 |